# Thermopolis
Thermopolis è un centro abitato (town) degli Stati Uniti d'America, capoluogo della Contea di Hot Springs nello Stato del Wyoming. Nel censimento del 2010 la popolazione era di 3.009 abitanti.

## Geografia fisica

### Territorio
Secondo i rilevamenti dell'United States Census Bureau, la località di Thermopolis si estende su una superficie di 6,4 km², dei quali 6,2 km² sono occupati da terre, mentre 0,2 km² da acque.
Thermopolis ospita numerose sorgenti termali naturali, nelle quali le acque ricche di minerali vengono riscaldate da fenomeni geotermici. Si afferma che alcune fra le più grandi sorgenti minerali si trovino nel territorio dell'Hot Springs State Park.

## Etimologia
Il nome Thermopolis deriva dalla presenza delle sorgenti termali come quello della contea (Hot Springs, "sorgenti calde").

## Storia
Le sorgenti vennero aperte al pubblico dopo un accordo siglato del 1896 insieme alle tribù locali degli Shoshoni e degli Arapaho.

## Società

### Evoluzione demografica
Secondo il censimento del 2000, a Thermopolis vivevano 3.172 persone, ed erano presenti 849 gruppi familiari. La densità di popolazione era di 513,9 ab./km². Nel territorio comunale si trovavano 1.568 unità edificate.
Per quanto riguarda la suddivisione della popolazione in fasce d'età, il 22,5% era al di sotto dei 18, il 6,4% fra i 18 e i 24, il 23,2% fra i 25 e i 44, il 26,9% fra i 45 e i 64, mentre infine il 21,0% era al di sopra dei 65 anni di età. L'età media della popolazione era di 44 anni. Per ogni 100 donne residenti vivevano 89,3 uomini.

### Etnie e minoranze straniere
Per quanto riguarda la composizione etnica degli abitanti, il 95,90% era bianco, lo 0,47% era afroamericano, l'1,70% era nativo, lo 0,25% proveniva dall'Asia, lo 0,50% apparteneva ad altre razze e l'1,17% a due o più. La popolazione di ogni razza ispanica corrispondeva al 2,30% degli abitanti.

## Curiosità
Viene citata, insieme a Pismo Beach, nel film d'animazione Le 1001 favole di Bugs Bunny.